# Бокла
Бокла  (Большая Бокла) — река в России, правый приток Мочегая. Протекает по Оренбургской области. Устье реки находится в 30 км по правому берегу реки Мочегай. Длина реки составляет 36 км.
Топоним Бокла, возможно, восходит к башкирскому буклы — «навозный».
В 20 км от устья, по правому берегу впадает река Малая Бокла.

## Данные водного реестра
По данным государственного водного реестра России относится к Нижневолжскому бассейновому округу, водохозяйственный участок реки — Большой Кинель, речной подбассейн отсутствует. Речной бассейн реки — Волга от верхнего Куйбышевского водохранилища до впадения в Каспий.
Код объекта в государственном водном реестре — 11010000812112100007947.